# Mario Trebbi
Mario Trebbi (9. září 1939, Sesto San Giovanni, Italské království – 14. srpen 2018, Paderno Dugnano, Itálie) byl italský fotbalový obránce a trenér.

## Kariéra

### Klubová
Začínal v Miláně a svůj první zápas odehrál v jejím dresu v 9. července 1958 proti Monze (1:0). U Rossoneri zůstal devět let a ne vždy hrál v základní sestavě, ale přesto dokázal vyhrát dva tituly (1958/59 a 1961/62) a též Pohár PMEZ (1962/63), když byl v základní sestavě proti Benfice. Celkem za Rossoneri odehrál 153 utkání a vstřelil 1 branku. Jedinou branku vstřelil 6. října 1963 do branky Janova (3:1).
V roce 1966 odešel do Turína. U býků zůstal tři roky a vyhrál s nimi domácí pohár (1967/68). V roce 1969 odešel do druholigové Monzy, kde odehrál čtyři roky. Hráčskou kariéru zakončil po sezoně 1973/74 ve 4. lize v klubu Civitanovese.

### Reprezentační
S reprezentací debutoval 25. dubna 1961 proti Severním Irsku (3:2). Další utkání a také poslední odehrál 14. prosinec 1963 proti Rakousku (1:0). Ještě před tím byl na OH 1960, kde odehrál všech pět utkání a obsadil 4. místo.

## Statistika

### Klubová
| Sezóna          | Klub            | Liga            | Liga   | Liga | Ligové poháry | Ligové poháry | Ligové poháry | Kontinentální poháry | Kontinentální poháry | Kontinentální poháry | Celkem | Celkem |
| Sezóna          | Klub            | Soutěž          | Zápasy | Góly | Soutěž        | Zápasy        | Góly          | Soutěž               | Zápasy               | Góly                 | Zápasy | Góly   |
| --------------- | --------------- | --------------- | ------ | ---- | ------------- | ------------- | ------------- | -------------------- | -------------------- | -------------------- | ------ | ------ |
| 1957/58         | Milán           | Serie A         | 0      | 0    | IP            | 2             | 0             | -                    | 0                    | 0                    | 2      | 0      |
| 1958/59         | Milán           | Serie A         | 0      | 0    | IP            | 0             | 0             | -                    | 00                   | 0                    | 0      | 0      |
| 1959/60         | Milán           | Serie A         | 12     | 0    | IP            | 1             | 0             | PMEZ                 | 0                    | 0                    | 13     | 0      |
| 1960/61         | Milán           | Serie A         | 30     | 0    | IP            | 1             | 0             | -                    | 0                    | 0                    | 31     | 0      |
| 1961/62         | Milán           | Serie A         | 5      | 0    | IP            | 1             | 0             | Vel.P                | 0                    | 0                    | 6      | 0      |
| 1962/63         | Milán           | Serie A         | 23     | 0    | IP            | 2             | 0             | PMEZ                 | 7                    | 0                    | 32     | 0      |
| 1963/64         | Milán           | Serie A         | 26     | 1    | IP            | 0             | 0             | PMEZ+1963            | 4+3                  | 0                    | 34     | 1      |
| 1964/65         | Milán           | Serie A         | 8      | 0    | IP            | 1             | 0             | Vel.P                | 1                    | 0                    | 10     | 0      |
| 1965/66         | Milán           | Serie A         | 17     | 0    | IP            | 1             | 0             | Vel.P                | 7                    | 0                    | 25     | 0      |
| Celkem za Milán | Celkem za Milán | Celkem za Milán | 122    | 1    | -             | 9             | 0             | -                    | 22                   | 0                    | 153    | 1      |
| 1966/67         | Turín           | Serie A         | 14     | 0    | IP            | 1             | 0             | -                    | 0                    | 0                    | 15     | 0      |
| 1967/68         | Turín           | Serie A         | 12     | 0    | IP            | 7             | 0             | -                    | 0                    | 0                    | 19     | 0      |
| 1968/69         | Turín           | Serie A         | 9      | 0    | IP            | 1             | 0             | PVP                  | 1                    | 0                    | 11     | 0      |
| Celkem za Turín | Celkem za Turín | Celkem za Turín | 35     | 0    | -             | 9             | 0             | -                    | 1                    | 0                    | 45     | 0      |
| 1969/70         | Monza           | Serie B         | 37     | 1    | IP            | 3             | 0             | -                    | 0                    | 0                    | 40     | 1      |
| 1970/71         | Monza           | Serie B         | 33     | 1    | IP            | 6             | 1             | -                    | 0                    | 0                    | 39     | 2      |
| 1971/72         | Monza           | Serie B         | 34     | 1    | IP            | 4             | 0             | -                    | 0                    | 0                    | 38     | 1      |
| 1972/73         | Monza           | Serie B         | 21     | 1    | IP            | 4             | 0             | -                    | 0                    | 0                    | 25     | 1      |
| Celkem za Monzu | Celkem za Monzu | Celkem za Monzu | 125    | 4    | -             | 17            | 1             | -                    | 0                    | 0                    | 142    | 5      |
| 1973/74         | Civitanovese    | Serie D         | 26     | 0    | -             | 0             | 0             | -                    | 0                    | 0                    | 26     | 0      |
| Celkově         | Celkově         | Celkově         | 309    | 5    | -             | 35            | 1             | -                    | 23                   | 1                    | 367    | 7      |

### Reprezentační

#### Statistika na velkých turnajích
| Reprezentace | Rok     | Zápasy             | Zápasy | Zápasy         | Zápasy           | Zápasy           | Zápasy   |
| Reprezentace | Rok     | Fáze turnaje       | Datum  | Soupeř         | Odehraných minut | Vstřelené branky | Výsledek |
| ------------ | ------- | ------------------ | ------ | -------------- | ---------------- | ---------------- | -------- |
| Itálie       | OH 1960 | 1 zápas ve skupině | 26. 8. | Tchaj-wa       | 90               | 0                | 4:1      |
| Itálie       | OH 1960 | 2 zápas ve skupině | 29. 8. | Velká Británie | 90               | 0                | 2:2      |
| Itálie       | OH 1960 | 3 zápas ve skupině | 1. 9.  | Brazílie       | 90               | 0                | 3:1      |
| Itálie       | OH 1960 | Semifinále         | 5. 9.  | Jugoslávie     | 120              | 0                | 1:1      |
| Itálie       | OH 1960 | O 3. místo         | 9. 9.  | Maďarsko       | 90               | 0                | 1:2      |

## Úspěchy

### Klubové

#### Národní
- vítěz italské ligy (2x)

Milán: 1958/59, 1961/62
- vítěz italského poháru (1x)

Turín: 1967/68

#### Kontinentální
- vítěz poháru PMEZ (1x)

Milán: 1962/63

### Reprezentační
- 1× na OH (1960)